# 江戸レナ
江戸レナ（えどれな）は、動画共有サイトYouTubeを中心に活動するVirtual Singer(VSinger)であり、Virtual YouTuber(VTuber)。
芸能事務所等には所属せず個人勢として活動している。

江戸レナ自身の音楽・語学の修練のため、2022年2月28日にVTuberとしての活動を一時的に休止した。

## 概要
江戸レナは江戸時代の音音(ねおん)城からタイムスリップして現代にやってきた歌姫という設定。
江戸レナの歌には“えどれなりん”と呼ばれる力が込められており、世界を“えどれなりん”で救済するために活動している。そのため、日本語のみならず英語楽曲の制作や歌唱にも挑戦している。
特技は書道で人に教える事が出来る段位を取得している。
健康オタクで好物は抹茶。好きな色は紫(#a71cea   )、好きな寿司ネタはウニ。趣味は神社仏閣巡り、御朱印の収集、温泉など。夢はコーチェラ・フェスティバルに出演すること。

## モデル

### 初期
VTuberとして活動開始から 2019年11月までは通称「初期レナ」と呼ばれる現在とは異なる姿で活動していた。
前髪で左目を覆い隠しており、ノースリーブブラウスに紫色のスカート・ネクタイ・ベレー帽・手袋・ハイニ―ソックス姿で現代風の衣装。WASABIという護衛の猫と一緒に活動しており、WASABIは曲に合いの手を入れるなど楽曲にも参加していた。

### 天下逸品もでる
2019年11月にクラウドファンディング 「新人VSinger 江戸レナ 天下逸品 ぷろじぇくと【TUBERISE!】」にて楽曲制作が決定し、2020年4月に楽曲「PRINCESTA」のMVにて新規3Dモデルを公開した。
紫をベースとした市松模様の着物にホットパンツの衣装。令和の元号より梅と、日本の代表の花である桜を着物にあしらっている。家紋もこの時に公開され衣装の様々な場所についている。WASABIはヘッドホンと着物の肩の位置に手を残す形で江戸レナの衣装として一体化された。なお、その際に外見や服装のみでなく3サイズも変更されている。オプションとしてサングラスが用意されている。
デザインはイラストレーターのハルユキ(@haruyuki_14)、3Dモデル制作はクロイニャン(@K_youhinten)と公表されている。

### 天下無双もでる
前述の「天下逸品もでる」をベースに黒を基調にした衣装となる。市松模様など衣装の模様は消えてシンプルなシルエットとなっている。通称「黒レナ」とも呼ばれ、ハードロックや勢いのある楽曲を歌う際に着用されることが多い。オプションとしてサングラス、ガスマスクがある

### 天真爛漫もでる
2021年5月2日に公開された新衣装。 天真爛漫(てんしん-らんまん)とは「飾らず自然のままの姿があふれ出ているさま。生まれつきの素直な心そのままで、明るく純真で無邪気なさま。」という意味である。
これまでの和装から近未来風に大きくアレンジされ躍動感を与える姿となる。
髪型は内巻きボブヘアーとなり髪色は従来の江戸レナ紫を踏襲しつつ内側に薄紫のインナーカラーが加わった。また前髪は眉毛に少しかかる程度伸びている。衣装は従来の江戸レナ紫とオーロラカラーをベースに動きやすさを重視した露出が多めの衣装となり腹部の大きなバツデザインが特徴。ホットパンツ姿は変わらないがオーガンジーのスカート風アクセントがついている。
足元は紫のコンバットブーツでつま先は足袋の様になっている。
アクセサリとして千社札のピアスは従来通りであるが、カラーグラデーションが江戸家の家紋のカラーに併せ 紫→白→青 に変化した。WASABIカチューシャは白から紫に変更され胸元の江戸家の家紋チャームと共に暗くなった際には光るギミックがついている。手甲・膝のニーパットには江戸家の家紋が入っており、右の袖元には「EDOLENA」のネーム入り。ネイルはショッキングピンクとなっている。
デザインは江戸レナ本人とaika(@aika_1003_)、3Dモデル制作は火村ユウヤ(@Virtual_Himura)と公表されている。

### 天姿国色もでる
2021年10月11日に公開された新衣装。 天姿国色(てんし-こくしょく)とは「"天姿"は生まれつきの姿、天から賦与された美しい姿。"国色"は国中で一番の美人。」という意味である。
天真爛漫もでる が近未来的衣装であったことに対し現代風にアレンジされ白を基調としたシンプルなスタイルに仕上がっている。
髪型がツインテールとなり天姿国色もでるの最も特徴的なポイントとなる。白い長袖パーカーにはピンクのラインと首元の紐がワンポイントとして入っており、インナーには白のタートルネックを着用。下半身はグレーのショートパンツスタイルで足元はルーズソックスを履いている。ネイルは蛍光系ピンク。オプションアクセサリとして着用するサイバーサングラス(ゴーグル）は角度によって色が異なる工夫がされている。WASABIカチューシャ、千社札ピアス、手甲と膝のニーパットの江戸家の家紋、コンバットブーツは天真爛漫もでると同様のアイテムとなっている。デザインは江戸レナ本人とaika(@aika_1003_)。

### 天涯比隣もでる
2021年10月19日に公開された新衣装。 天涯比隣(てんがい-ひりん)とは「たとえ遠く離れていてもすぐ近くにいるように親しく思われること。親しい友人などについていう。」これは江戸レナから親友やファンへ向けてのメッセージ的な意味を込めこのモデル名となった。
江戸レナの楽曲をイメージしてサイバー感を特に強調して作成したとされ、黒のボディースーツに紫色とのコントラストが非常に特徴的な外見となっている。
髪型はハイポニーテールで髪の色がグレーのベースから紫色へグラデーションし従来と比較して明るい髪色になっていることが特徴。
前髪は眉が隠れる程度まで伸び、サイドカット(姫カット)はフェースに沿ったカットになっている。黒色のボディースーツの胸元と上腕部に家紋、背中に「NEO EDO TOKYO」のロゴが入っており、足元はサイハイブーツでボディースーツと同様に紫色のワンポイントがデザインされている。オプションとしてサイバーモデルのバイクと天姿国色もでる同様のサイバーサングラス(ゴーグル）が用意されている。また、WASABIカチューシャ、千社札ピアスは天真爛漫もでると同様のアクセサリとなっている。衣装デザイン制作は Aganushi(@piepielielie)、ヘアアレンジは Cat-Lory。全体のスタイリングとして @aika_1003、江戸レナ本人 と公表されている。

## 来歴
2018年
- 12月25日 江戸レナ誕生。同日にYouTubeにて「江戸レナ Edo Lena」チャンネル開設
- 12月27日 YouTube 初投稿

2019年
- 8月17日「Super Duper (Prod: KOTONOHOUSE)」でオリジナル楽曲デビュー
- 11月1日 クラウドファンディングプロジェクトTUBERISE!(CAMPFIRE / Balus / HUMAX CINEMAS共同プロジェクト)にてクラウドファンディング実施
終了日の12月15日までに目標の130% を超える1,050,433円が集まる
- 12月 「天下逸品ぷろじぇくと」によってBalusプロデュースによるオリジナル楽曲制作決定
- 12月27日 KOTONOHOUSE feat.江戸レナとしてVIRTUAFREAK vol.5 出演
- 12月28日 V紅白 ピックアップコーナーにて「Rebellion-Breakin’Down-」MV紹介

2020年
- 1月17日 Ficty社プロデュースアルバム「BOTCHI BOX vol.1」にぼっちぼろまる楽曲「フクブクロック」カバー リリース
- 4月30日 「天下逸品ぷろじぇくと」により制作されたオリジナル楽曲「PRINCESTA」公開
- 9月27日 スクールオブミュージック&ダンス専門学校 オンラインワークショップV-Tuber講師として登壇
- 10月16日 ウェブポンにて江戸レナ コラボ実施
- 11月20日 YouTubeチャンネル登録 1万人登録突破
- 12月25日 江戸レナ 1stワンマンライブ 「PRINCESTA」開催を目的としたクラウドファンディングを実施 

2021年
- 3月2日「Rebellion -Breakin'Down-」がiTunes Store(台湾)の第2位にランクイン 
- 3月17日 つんく♂ の楽曲をリスペクトし、ボカロPのアレンジとVTuber歌唱コラボレーション企画「Happy Pieces(仮)」に参画 
  - 9月29日 ダウンロード配信

- 3月28日 単独初ライブ「PRINCESTA」開催 
- 4月3日 江戸レナファンクラブ "電脳江戸屋 - CyberEdoYa"発足
- 5月2日 新衣装「天真爛漫もでる」公開
- 5月21日 YouTubeチャンネル登録 2万人登録突破
- 5月29日  アド街ック天国　秋葉原特集内エンタス紹介にて、VRエンタスでの様子が江戸レナ楽曲のBelieve in your musicのMVと共に紹介
- 10月11日 新衣装「天姿国色もでる」公開
- 10月19日 新衣装「天涯比隣もでる」公開
- 11月6日～14日 MusicVket3(ミュージックVケット) 公認配信者に選出
- 11月18日 1stアルバム「 PURPLE 」(パープル) 発売
iTuneStore(日本) エレクトロニック/アルバム部門にて「BLUE」・「PINK」が 1位・2位を獲得
- 11月22日 2022年1月26日をもって無期限の活動停止を発表
- 11月30日 「江戸レナ大祭」記録DVD作成を目的としたクラウドファンディングを実施
  - 目標の203％を達成し終了。

- 12月4日 VKet2021 ワールドコンポーザーとして就任。「復刻江戸城城下町」のワールドBGM 2曲(「Re:エド城下」・「Re:エド華町」)をHAMAと共同制作・楽曲提供
- 12月17日 わくVおんらいんVol.13×ウェブポン[江戸レナ] 実施

2022年
- 2月23日 江戸レナファンクラブ"電脳江戸屋(CyberEdoYa)"をリニューアルし"シン電脳江戸屋(NeoCyberEdoYa)"と公式Discodeサーバー"NeoSyberEdoYa"発足
- 2月28日 江戸レナ 活動休止

2025年
- 1月19日 江戸レナ自身でモデリングを行った新衣装の発表と共に江戸レナ 活動再開

## 出演
2019年
- 12月27日 「VIRTUAFREAK Vol.5」出演
- 12月28日 12月28日 V紅白 ピックアップコーナーにて「Rebellion-Breakin’Down-」出演

2020年
- 3月13日~15日　VTuber楽曲MV48時間ノンストップ放送「音楽を止めるな」MV出演
- 4月4日 ストリーミングライブイベント「Music Unity 2020」 秋葉原エンタス #スパチャdj  枠で出演
- 4月5日 VTuber 花奏かのんチャンネルにて開催された #Vおうちフェス MV出演
- 5月5日~6日 VTuber ぽんぽこチャンネルで開催された24時間企画#ぽんぽこ24にて「Rebellion-Breakin’Down-」CM枠 MV出演 
- 5月15日  音楽レーベル「447 Records」の24時間ストリーミングラジオYouTubeチャンネル 「447 Music Radio」に楽曲提供
- 5月24日 VTuberオリジナル楽曲MIX-CD『VirtuaREAL MIX.01 mixed by DJ TAMU』に楽曲「Super Duper」 収録
- 6月 BS日テレ「てぇてぇTV」アイキャッチ選手権 出演
- 6月6日 Japanese HANJO!TV動画企画 「WORLD VSINGER CHAMPIONSHIP-日本を歌う」審査員出演
- 6月26日 オンラインダンスミュージックイベント「音Line_DistANCE」出演
- 7月5日 ライブイベント「SUPERCHAT vol.3 (スパチャDJ)」出演 
- 9月19日 - 10月2日 新人VSinger 江戸レナ 天下逸品 ぷろじぇくと【TUBERISE!】達成内容の一環として池袋HUMAXシネマズ限定ガチャ映像(2week)  実施
- 10月19日 エンタスアルバム後編参加 「Believe in your Music 」収録
- 10月23日 バーチャルライブ「404 Not Found Night」出演
- 10月30日 ぼっちぼろまる主催による音楽Vtuber10組による「悪人」をテーマにしたコンピレーションアルバム #ADVENTUNE2 参加 「TOKYOITE」収録
- 10月31日 ネットおしゃべりふぇす(2020.10) 出演 
- 11月20日～22日　Vtuber楽曲48時間ノンストップ放送「音楽を止めるな 2」MV出演
- 12月26日 V紅白 ピックアップコーナーにて「Rebellion-Breakin’Down-(Live Remix)」MV出演

2021年
- 1月11日 エンタス新年会 オンラインライブイベント出演
- 2月4日  RKB毎日放送 エンタテ!区〜テレビが知らないe世界〜 「ファン＆VTuberがガチで選ぶ No.1 VSinger 」出演
- 2月5日　アイマリンプロジェクト(VTuberうたつなぎ)出演 
- 3月19日～22日　Vtuber楽曲48時間ノンストップ放送「音楽を止めるな 3」MV出演
- 3月28日 初の単独ライブとなる 「PRINCESTA」開催 
- 5月21日～ 6月20日 「ナゴヤVTuber展inパルコ」アンバサダーとして参加 
  - 6月20日 「ナゴヤVTuberまつり inパルコ」みんなでつなぐ！カラオケリレー Part2 出演

- 8月9日 Virtual Reality Music Festival 2021 Live Stream (VRMF) 出演 
- 8月29日 VTuber SONIC FESTIVAL 3.0 (Vソニ) 出演
- 10月24日 Animazement 2021 Reconnected  (VTV World) に出演し世界初進出となる。
- 10月24日 TheCreators2021「エンタテ! 区 presents VTuber eレコ大」出演 
- 12月19日 VILLS vol.3 ナレーションを担当
  - DAY2 Half TimeShow「明日へ走れ」歌唱リレー参加

- 12月25日 「わくわく！VTuberひろば おんらいん」わんおんわん 出演

2022年
- 1月14日 Popup nature Vol.08 出演 
- 1月23日 柚子花主催LIVE -Planet Station- STAGE.1 出演 
- 2月23日 江戸レナ活動休止前ラストライブ「江戸レナ大祭 Grand Festival 2022」開催
- 10月20日  RKB毎日放送 エンタテ!区〜テレビが知らないe世界〜 出演
- 10月23日 TheCreators2022「エンタテ! 区 presents VTuber eレコ大 2022」出演(一日のみの復活ライブ)
- 11月10-13日 「Decentraland METAVERS MUSIC FESTIVAL 2022」出演

2023年
- 10月22日 TheCreators2023「エンタテ! 区 presents VTuber eレコ大 2023」出演(一日のみの復活ライブ)

## タイアップ
2020年
- 8月30日 「第22回 テレどまつり」に於いてVRよさこいチーム "V踊団Break Through!" に「NEO KABUKI(よさこいver.)」楽曲提供(一部映像出演)
- 10月20日 「Legend Tokyo CHRONICLE」に於いてVRよさこいチーム "V踊団 Break Through!" に「NEO KABUKI(よさこいver.)」楽曲提供(一部映像出演) 

2021年
- 8月28日 「第23回 テレどまつり」に於いてVRよさこいチーム "V踊団Break Through!" に「BattLe DiVER」楽曲提供
- 11月14日 サイリウムダンスワールドバトル Final に於いてパフォーマンスチーム "GinyuforcE" に「BattLe DiVER」楽曲提供

## ディスコグラフィ

### オリジナル楽曲
| 発表日     | タイトル                               | Youtube MV                 | 作詞                    | 作曲                                    | 編曲                | 備考 |
| ---------- | -------------------------------------- | -------------------------- | ----------------------- | --------------------------------------- | ------------------- | --- |
| 2019/08/11 | Super Duper                            | MV                         | 江戸レナ                | KOTONOHOUSE 江戸レナ                    |                     | 音楽配信サービス限定発売 |
| 2019/11/12 | NEO KABUKI                             | MV                         | 江戸レナ                | 江戸レナ                                |                     | 音楽配信サービス限定発売 |
| 2019/12/25 | Rebellion -Breakin' Down-              | MV                         | Roth Anderson           | 田仲圭太                                | SCRAMBLES EAST      | iTunes Store Taiwan 「Top Rock Songs Charts」にて 2位を獲得 音楽配信サービス限定発売                                                                    |
| 2020/1/27  | Rebellion -Breakin'Down- (Remix)       | MV                         | Roth Anderson           | 田仲圭太                                | GHIN 江戸レナ       | 音楽配信サービス限定発売 |
| 2020/4/30  | PRINCESTA                              | MV                         | uno blaqlo              | uno blaqlo                              | uno blaqlo          | クラウドファンディングプロジェクト「TUBERISE! 」より 「天下逸品ぷろじぇくと」にて制作 音楽配信サービス限定発売                                          |
| 2020/7/24  | good for society bad for humanity      | MV                         | 江戸レナ                | 江戸レナ                                |                     | 略称として「 gsbh 」と表現される。 BLOOD CODE コラボレーション曲 日本語ver.のほかに英語ver.も同時制作・同時発表 音楽配信サービス限定発売                |
| 2020/10/19 | Believe in your Music                  | MV                         | Oblongar 江戸レナ       | Oblongar 江戸レナ                       |                     | 略称として「 BiyM 」と表現される。 「エンタスアルバム 後編」 Track1 に収録 音楽配信サービス限定発売                                                     |
| 2020/10/19 | Believe in your Music                  | MV(Hylen Remix)            | Oblongar 江戸レナ       | Oblongar 江戸レナ                       | Hylen               | Hylen Remix version は2022/01/15公開 |
| 2020/10/30 | TOKYOITE                               | MV                         | 江戸レナ                | GHIN 江戸レナ                           | 宮西ソウマ          | ヴァーチャルアーティストによる「悪人」をモチーフにしたコンピレーションアルバム「ADVENTUNE2」Track6 に収録 曲のテーマは「極道」 音楽配信サービス限定発売 |
| 2020/12/25 | Rebellion -Breakin' Down- (Live Remix) | MV                         | Roth Anderson           | 田仲圭太                                | GHIN EdoLena        | ライブ用にアレンジして使用していたものを正式に再収録 音楽配信サービス限定発売                                                                           |
| 2021/3/28  | Izuru Hino Edo                         | MV                         | バーチャルねこ          | バーチャルねこ                          |                     | |
| 2021/3/28  | Izuru Hino Edo                         | MV(Batsu Remix)            | バーチャルねこ          | バーチャルねこ                          | Batsu               | Remix versionは2022/02/06公開 |
| 2021/7/21  | Super Duper(2021)-Dance ver.           | MV                         | 江戸レナ                | KOTONOHOUSE 江戸レナ                    | 友達募集P           | WASABI(CV:夜乃ネオン) |
| 2021/8/9   | RHYTHMALISM                            | MV                         | キツネDJ                | キツネDJ                                | 友達募集P           | |
| 2021/10/11 | Purple Line                            | MV                         | 江戸レナ                | KAN TAKAHIKO (USAGI Production)         | 友達募集P           | |
| 2021/10/18 | TIME TRAVEL                            | MV                         | エイム a.k.a. DJ Calpis | The LASTTRAK 8number (USAGI Production) | 友達募集P           | |
| 2021/10/24 | Dominion                               | MV                         | Bue Mogari              | GHIN Bue Mogari                         | 友達募集P           | 2021年10月24日 Animazement 2021 Reconnected (VTV World) にて初出                                                                                        |
| 2021/10/24 | Dominion                               | MV(DJ WILDPARTY Remix Ver) | Bue Mogari              | GHIN Bue Mogari                         | DJ WILD PARTY Remix | DJ WILDPARTY Remix Verは2021/12/07公開 |
| 2021/10/24 | Dominion                               | MV(Dance ver)              | Bue Mogari              | GHIN Bue Mogari                         | 友達募集P           | Dance ver.は2021/12/22公開 |
| 2021/10/25 | Utopia                                 | MV                         | 虎落ブエ                | HAMA                                    | 友達募集P           | |
| 2022/1/8   | Follow the Rainbow                     | MV                         | 七条レタス              | D.watt                                  | 友達募集P           | |
| 2022/1/8   | Follow the Rainbow                     | MV(yuzen Remix)            | 七条レタス              | D.watt                                  | yuzen               | yuzen Remixは2022/02/16公開 |
| 2022/2/5   | UKIYOE                                 | MV                         | YACA IN DA HOUSE        | YACA IN DA HOUSE                        | 友達募集P           | |
| 2022/2/12  | Phoenix                                | MV                         | ぼっちぼろまる          | zukio                                   | 友達募集P           | |

### 参加楽曲
| 発売日      | タイトル                            | 作詞                            | 作曲                   | 編曲       | 備考 |
| ----------- | ----------------------------------- | ------------------------------- | ---------------------- | ---------- | --- |
| 2020/01/17  | フクブクロック                      | ぼっちぼろまる 江戸レナ（英詞） | ぼっちぼろまる         | zukio      | BOTCHI BOX vol.1 -EP より track 1 フクブクロック(feat. 江戸レナ) 音楽配信サービス限定発売 |
| 2020/3/10   | Matte Mureak                        |                                 | SERUiRE                |            | track 1 Matte Mureak (Extended) [feat. 江戸レナ] track 5 Don't be afraid (feat. 江戸レナ) track 7 Matte Mureak (S2i8 Remix) [feat. 江戸レナ] track 8 Matte Mureak (Mitsuki Remix) [feat. 江戸レナ] track 9 Matte Mureak (Farallel Remix) [feat. 江戸レナ] track 10 Matte Mureak (Factory Extended Genkai Remix) [feat. 江戸レナ] track 11 Matte Mureak (ClumsyHypnosis Remix) [feat. 江戸レナ] track 12 Matte Mureak (Virtual Cat Remix) [feat. 江戸レナ] 音楽配信サービス限定発売 |
| 2020/9/18   | Dream III                           | Slushii & sapientdream          | Slushii & sapientdream |            | Slushii & sapientdream Track17 Voice act として 音楽配信サービス限定発売 |
| 2020/10/End | eyes feat.江戸レナ                  | 江戸レナ                        | KTG                    |            | KTG「no youth」Track3 に収録 音楽配信サービス限定発売 |
| 2021/1/16   | crossing                            |                                 |                        |            | 日本語Versionのほかに、多言語Versionがある 隣町本舗、佐久間ねむ、江戸レナ、玲音 音楽配信サービス限定発売 |
| 2021/8/28   | BAttLe DiVER (feat.江戸レナ & Ajje) |                                 |                        |            | 2021年8月28日 「第23回 テレどまつり」楽曲提供にて発表 |
| 2021/9/29   | 抱いてHOLD ON ME!(リビルドVer.)     | つんく♂                         | つんく♂                | ゆよゆっぺ | "つんく♂Pのあの曲リビルドプロジェクト!" 「でっかい宇宙に歌がある！」Track2に収録 天輝おこめ、七海ロナと歌唱 |
| 2022/3/26   | 葵胡蝶(feat.江戸レナ)               | 常盤                            | 常盤                   |            | ダンスミュージックアルバム「Version.」より |